# Curtiss A-12 Shrike
Curtiss A-12 Shrike var et amerikansk tosædet jagerbomber.
A-12 Shrike var en videreudvikling af A-8 Shrike der var udstyret med forskellige væskekølede motorer. Oprindeligt blev maskinerne bestilt som A-8B, men af hensyn til problemerne med de væskekølede motorer blev denne udgave i stedet for udstyret med en Wright R-1820-21 Cyclone stjernemotor og fik derfor betegnelsen A-12.
De første A-12 Shrike blev tildelt 3rd Attack Group fra december 1933. I 1936 begyndte de at blive afløst i rollen som jagerbombere af mere moderne flytyper, og nogle af dem overgik til flyveskoler før flytypen blev udfaset i 1942. I alt blev 46 flyvemaskiner produceret for amerikansk tjeneste, og 20 tilsvarende flyvemaskiner blev produceret for Kina og leveret fra 1936.